# Polydrusus prasinus
Polydrusus prasinus — вид долгоносиков-скосарей из подсемейства Entiminae.

## Описание
Жук длиной 4—7 мм. Чешуйки по телу распределены равномерно, зелёного цвета, густые, на надкрыльях нет голых точек. Форма чешуек у самца более или менее каплевидная, реже треугольная, с центральной ямкой, у самки они более крупные, с резким центральным вдавлением. Бёдра со слабым, почти уплощённым зубцом.

## Экология
Питается на лиственных деревьях, таких как дуб (Quercus), ольха (Alnus) и других.